# Pedro de Valdivia Norte
Pedro de Valdivia Norte es un barrio en la zona norte de la comuna de Providencia en la ciudad de Santiago de Chile, en la rivera norte del río Mapocho. Su nombre deriva de su calle principal, Pedro de Valdivia Norte, en torno a la que se desarrolló su urbanización a mediados del siglo XX. Se caracteriza por su estilo barrio-jardín de baja densidad, con casas de dos pisos tipo Ley Pereira, y por su buena conexión con otros sectores de Santiago. 
El barrio está dividido en tres sectores: entre Avenida Santa María y Avenida Los Conquistadores, entre Los Conquistadores y el borde del Cerro San Cristóbal, y de Avenida el Cerro hacia el oriente, hasta donde comienza la comuna de Las Condes. Se puede acceder a él desde las estaciones Pedro de Valdivia, Los Leones y Tobalaba de la Línea 1 del Metro de Santiago. 

## Historia
El barrio nació del loteo de la antigua chacra de Lo Contador, ubicada entre Lo Saldes y el Barrio Bellavista, y que había sido entregada durante la colonia al conquistador Rodrigo de Araya. A fines del siglo XVIII Francisco Antonio Avaria compró parte de los terrenos para su sobrina huérfana, Mercedes Contador, lo que dio el nombre a la chacra y a la posterior casona que allí se edificó en 1780.

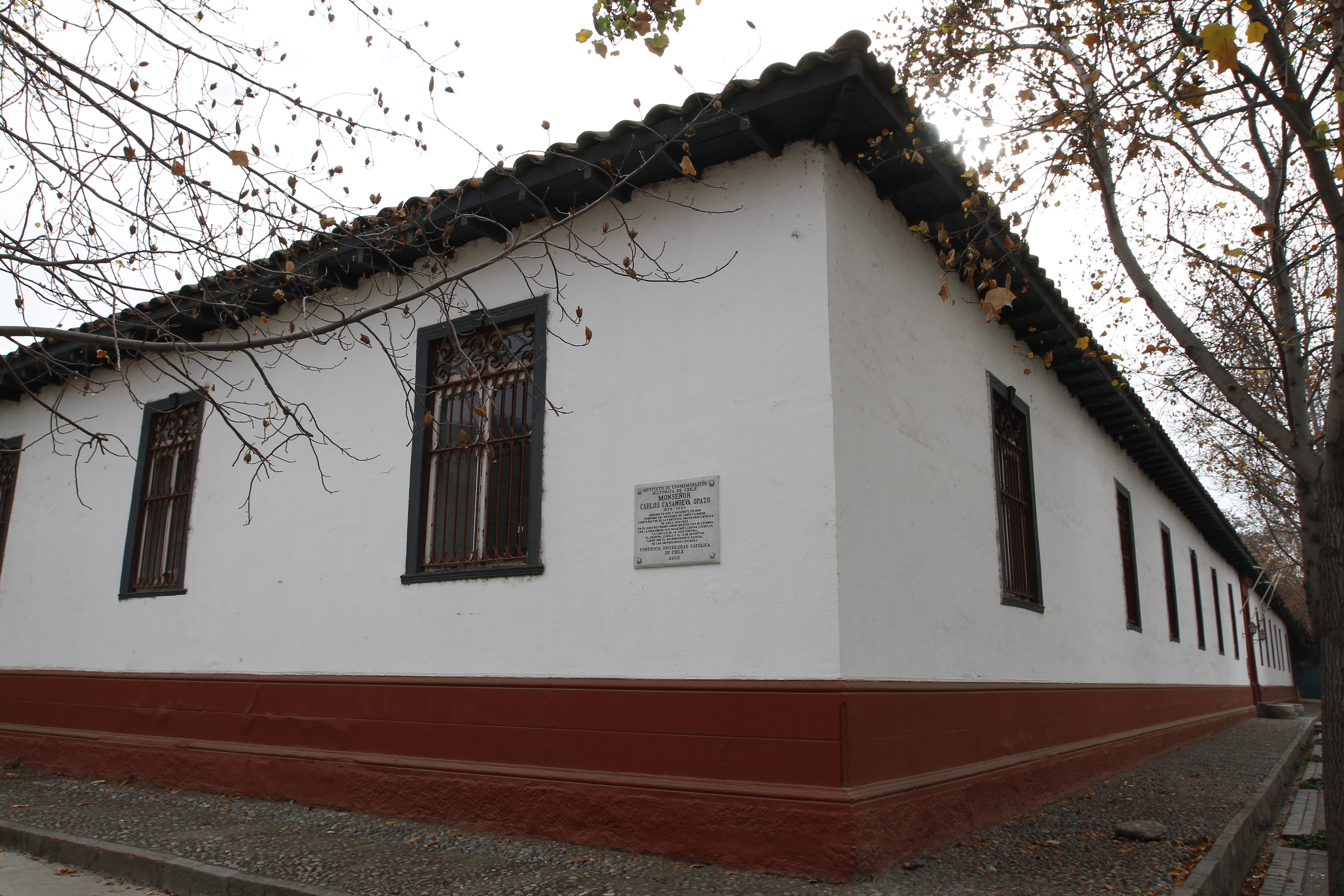
Vista externa de la casona Contador, actual Campus Lo Contador de la UC

Los descendientes de Contador, de apellido Martínez, lotearon y vendieron diferentes partes de la chacra a partir de 1930 dando así inició al barrio, aunque su urbanización no se concretó hasta 1946;tras la muerte de Luis Martínez y la incorporación de nuevos propietarios al negocio es considerada la primera urbanización de la zona oriente de Santiago del tipo "población de barrio-jardín"
En 1959 la Facultad de Arquitectura de la Universidad Católica se instaló en la casona patronal de la chacra Lo Contador, que había sido adquirida por el arquitecto modernista y premio nacional de arquitectura Sergio Larraín en 1958. Eso le dio nombre al campus -actual Campus Lo Contador- y motivó a nuevos arquitectos a instalarse en el barrio, lo que le imprimió un estilo moderno que se mantiene hasta el día de hoy.

### Urbanización

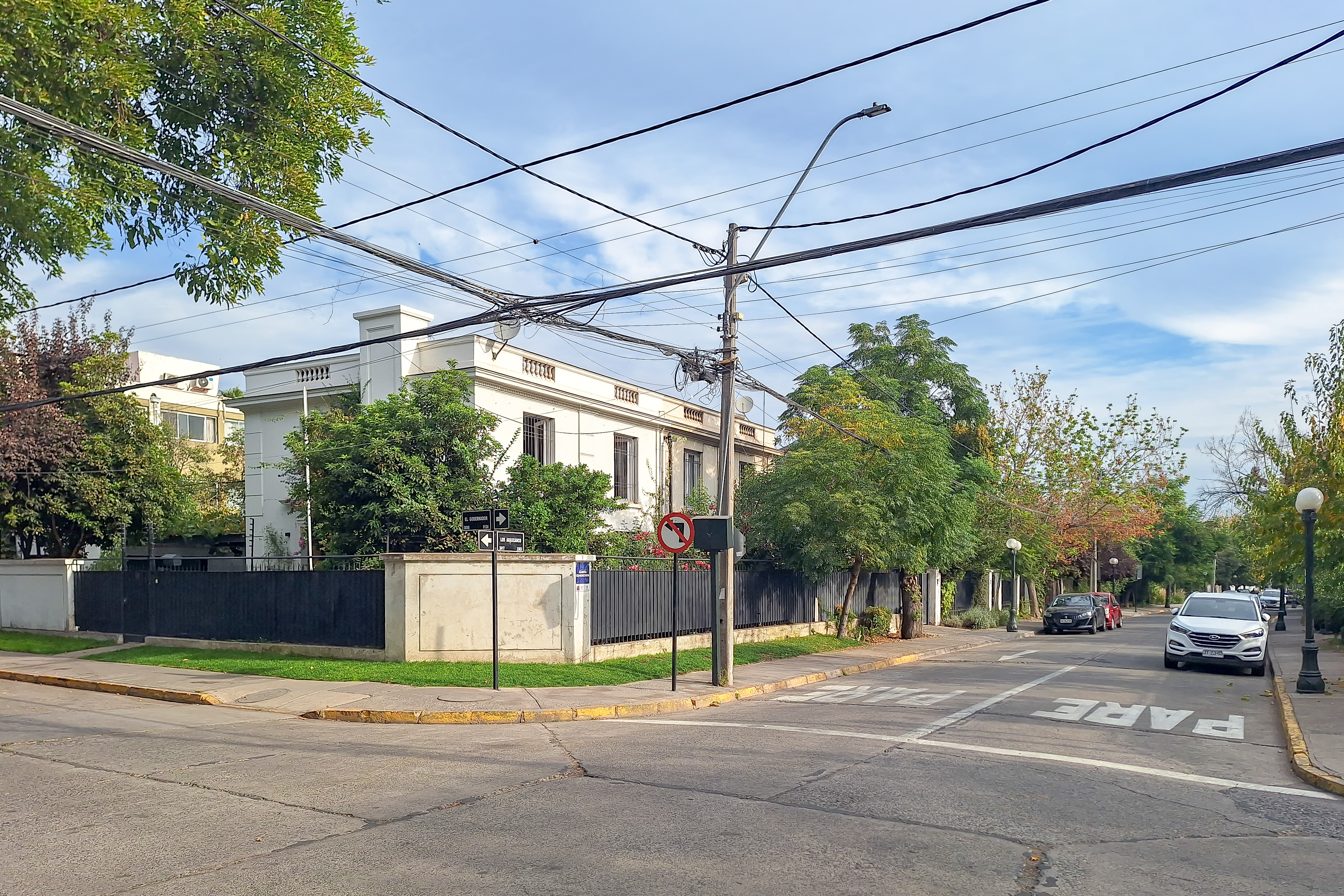
Intersección entre calle El Gobernador con Los Araucanos

El primer gran loteo lo realizó la sociedad Lyon- Sarquis a mediados de los años 1940, donde participó su administrador, Luis Felipe Letelier. Se trató de un gran triángulo de cerca de 22 hectáreas desde el cerro San Cristóbal, entre la prolongación de la calle Pedro de Valdivia por la izquierda, la rivera norte del río Mapocho por el sur, y el canal del Carmen, hoy avenida El Cerro por la derecha.Varias de las casas de ese primer periodo fueron diseñadas por la oficina del arquitecto Sergio Larraín. En esa época también se construyeron los puentes Padre Letelier y El Cerro, lo que facilitó el acceso al sector desde el sur del Mapocho.En 1960 se inauguró la parroquia La Sagrada Familia al final de la calle Padre Letelier, a los pies del Cerro San Cristóbal. El diseño, totalmente modernista, fue encargado al arquitecto Ismael Echeverría; en el año 1955 ya se había construido el conjunto de edificios de ladrillo rojo de la actual Plaza Padre Letelier, en la esquina de Avenida Los Conquistadores.
A partir de 1950 se empezaron a lotear y urbanizar los sectores aledaños al triángulo inicial: hacia el poniente de Avenida Pedro de Valdivia y hacia el oriente de la actual Avenida El Cerro.

## Atractivos

### Parque Metropolitano
Al final de la Avenida Pedro de Valdivia Norte se encuentra una de las entradas principales al Cerro San Cristóbal o Parque Metropolitano.

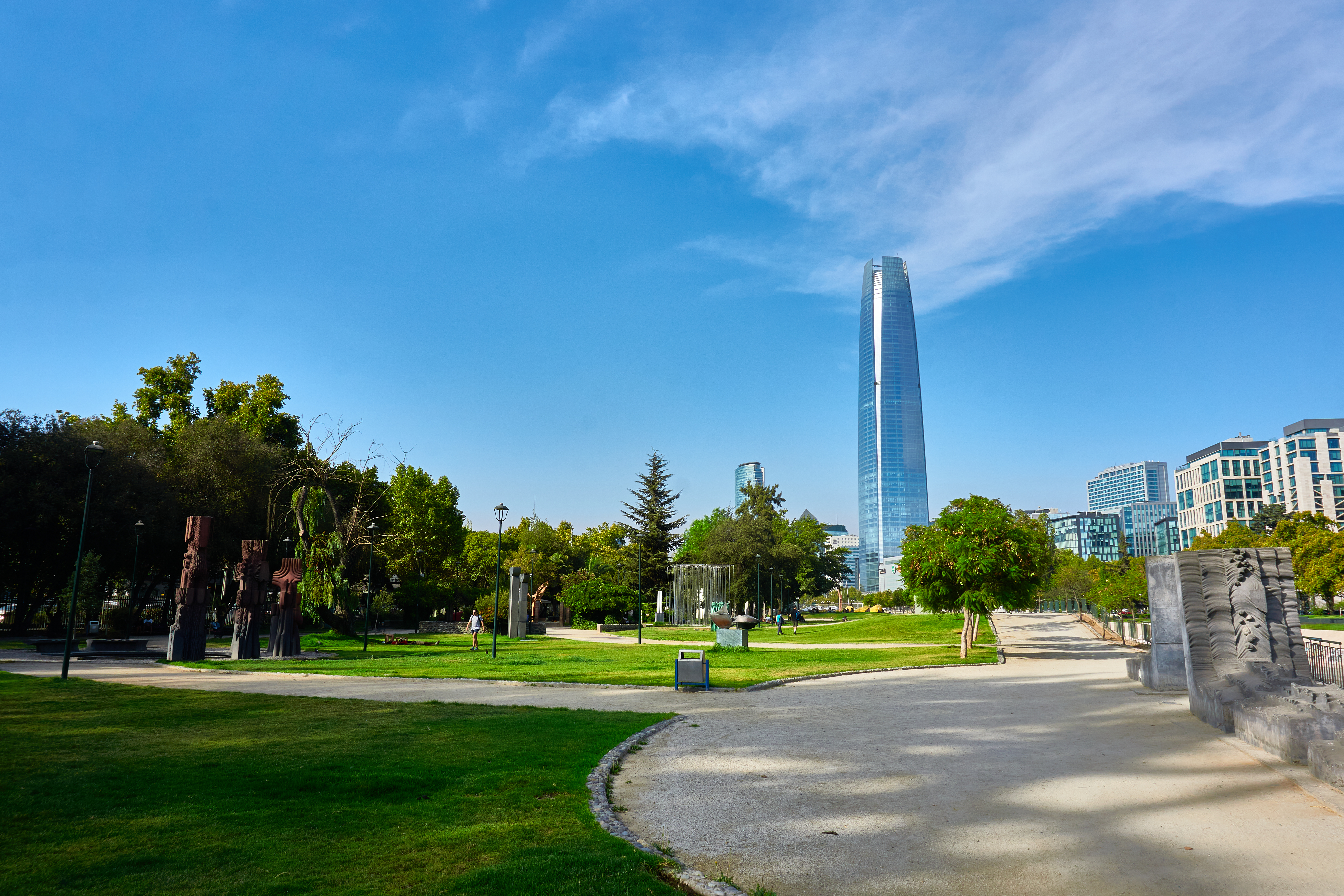
Vista hacia el oriente desde el Parque de las Esculturas

### Parque de Las Esculturas
Creado luego de las inundaciones de 1987, es un parque y museo abierto con diferentes esculturas de artistas chilenos contemporáneos.

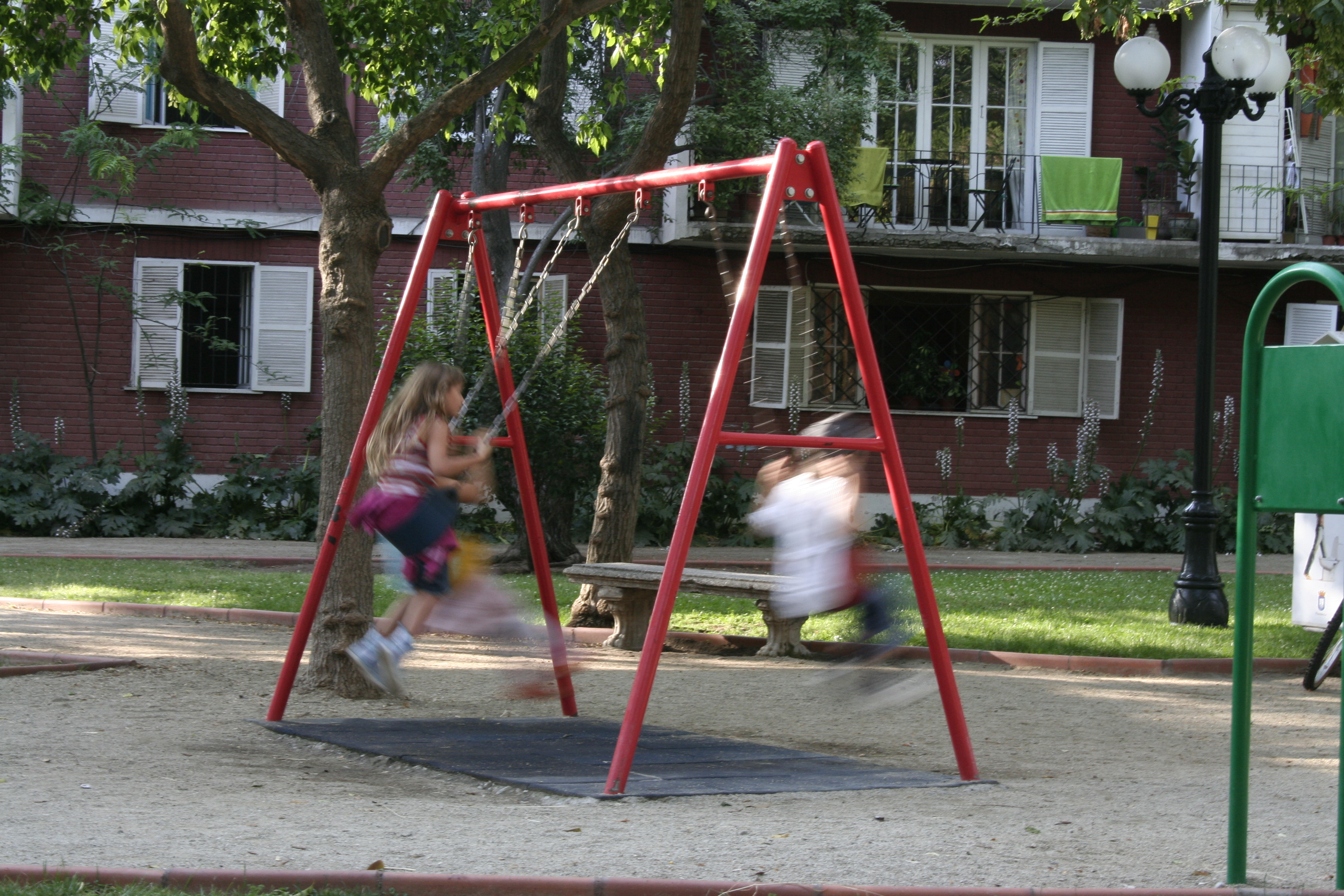
Plaza Padre Letelier y sus pintorescos edificios rojos (2008)

### Plaza Letelier
Plaza de juegos infantiles rodeada por un conjunto de edificios rojos que datan de la década de 1950 y que son insignes del barrio. 

### Parroquia La Sagrada Familia
Construcción de estilo moderno y que es muestra del espíritu moderno del barrio.

### Campus Lo Contador
Es la actual sede de la Facultad de Arquitectura, Diseño y Estudios Urbanos de la Universidad Católica. La casona Lo Contador fue declarada monumento nacional en 1974.

### Parque Nemesio Antúnez
Parque abierto que recorre la rivera norte del río Mapocho, entre el puente Pedro de Valdivia y el puente La Concepción. Fue nombrado en honor al artista Nemesio Antúnez, quien vivió en el barrio.

## Apariciones en cine y televisión
- La película Paréntesis (2005) de filmó en el barrio y en el interior del edificio de Los Conquistadores con Carlos Casanueva.
- El departamento de Cristina, la protagonista de la serie Soltera Otra Vez (2012) está ubicado en los edificios de ladrillo rojo de Plaza Padre Letelier.
- La película Una mujer fantástica (2017) tiene escenas que fueron grabadas al interior de la parroquia La Sagrada Familia.